# 日本通運ディアーズ
日本通運ディアーズ（にっぽんつううんディアーズ）は、かつて日本リーグに所属していた日本通運の女子バスケットボールチームである。本拠地は埼玉県浦和市（現・さいたま市浦和区）。

## 沿革
- 1960年創立。
- 1967年の日本リーグ（当時は実業団リーグ）初年度参加チームのひとつ。その後陥落するものの、1969年の全日本実業団大会で優勝を果たし、日本リーグ復帰。
- 1977年 - 再び陥落して翌シーズン復帰。その後は日本リーグに留まる。
- 1994年 - 日本リーグ陥落。
- 1997年 - 日本リーグ2部に復帰し、そのシーズンを優勝を飾る。
- 1999年 - 廃部。